# Make Love, Not Warcraft
Make Love, Not Warcraft ist die 147. Episode der Serie South Park. Sie ist die achte Folge der zehnten Staffel und gewann am 8. September 2007 den Primetime Emmy Award in der Kategorie „Zeichentricksendung (kürzer als eine Stunde)“.

## Handlung
Ein Griefer namens Jenkins hindert Cartman, Kyle, Stan und Kenny permanent beim Spielen von World of Warcraft durch das Töten ihrer Charaktere. Jenkins wird dabei als stiller, besessener und übergewichtiger Spieler dargestellt, dessen einziger Lebensinhalt darin besteht, besagtes Spiel zu spielen, und der „absolut kein Leben hat“. Die Jungs rufen beim Entwickler Blizzard an, um sich über den Spieler zu beschweren, doch man kann sie nur damit vertrösten, ihn aus dem Netzwerk zu verbannen. Dies stellt sich jedoch als schwieriger heraus, als man dachte, wenn nicht sogar unmöglich. Denn der Griefer spielt das Spiel angeblich bereits ununterbrochen jeden Tag, seit das Spiel eineinhalb Jahre zuvor erschien und er habe dadurch ein Level erreicht, welches für unerreichbar gehalten wurde. Dies erlaubt ihm, sich selbst über die Grenzen der Spielregeln hinwegzusetzen und jeden zu töten, wie es ihm beliebt, egal ob Spieler, Gamemaster oder Administratoren. Im Verlauf beginnt sich auch Stans Vater für das Spiel zu interessieren, seine Online-Figur wird aber kurz darauf von Jenkins getötet. Die Entwickler bei Blizzard sind um die Zukunft ihres Spiels sichtlich besorgt und auch ratlos bezüglich der Thematik, wie man jemanden töten könne, der wie Jenkins „kein Leben“ hat.
Inzwischen plant Cartman einen Rachefeldzug gegen Jenkins und überredet alle Jungs in South Park, online am Spiel teilzunehmen. Dieser Plan ist aber letztlich zum Scheitern verurteilt. Jenkins entledigt sich seiner Widersacher in dem Spiel mühelos. Frustriert kehren alle dem Spiel den Rücken und suchen sich andere Freizeitbeschäftigungen. Bei Blizzard wird man sich darüber klar, dass bald noch viel mehr Spieler aus Frust zu spielen aufhören werden, was „das Ende der Welt von Warcraft“ einläuten würde. Cartman gibt sich allerdings weiterhin nicht geschlagen und versucht, Stan, Kyle und Kenny am Mitwirken eines Plans zu überreden. Dieser beinhaltet das Töten niedrig-stufiger Wildschweine im Anfangsgebiet des Spiels, wo Jenkins sie nicht finden kann. Da diese aber zu wenig sogenannte Erfahrungspunkte abwerfen, spielen sie das Spiel täglich 21 Stunden für die kommenden zwei Monate. Ihre Ernährung beschränkt sich nur noch auf Mikrowellengerichte, Instant-Nudeln und Energydrinks. Im Verlauf der Durchführung dieses Plans werden sie faul und übergewichtig, vernachlässigen ihre Hygiene und bekommen Durchfall und Akne.
Bei Blizzard wird man bald auf die Jungs aufmerksam. Doch trotz des rasanten Fortschritts der Spieler, die Level um Level weiterkommen, räumt man ihnen keine großen Erfolgschancen ein. Blizzard entschließt sich trotzdem, den Spielern bei der Bekämpfung von Jenkins zu helfen und ihnen das Schwert der tausend Wahrheiten zu geben – eine Waffe die so mächtig ist, dass sie wieder aus dem Spiel entfernt wurde. „Salzman aus der Buchhaltung“ hatte es auf einem USB-Stick gespeichert, da er vorhersagte, dass die Zeit kommen würde, in der es von großem Nutzen sein würde. Die Jungs sind allerdings schon voll im Eifer des Gefechts, welches bereits 17 Stunden andauert. Solange sie jedoch nicht das Schwert bekommen, haben sie auch weiterhin keine Chance auf einen Sieg. Die Blizzard-Mitarbeiter kommen an Stans Haus an, müssen jedoch feststellen, dass der Kampf in Cartmans Keller ausgefochten wird. Stans Vater erzählt ihnen, dass er ebenfalls World-of-Warcraft-Spieler sei und den Jungs das Schwert über das Spiel geben könne. Zuerst zögern die Mitarbeiter, weil Stans Vater ein Noob ist, jedoch haben sie keine andere Wahl. Stans Vater loggt sich auf einem Computer in einem Supermarkt in das Spiel ein und gibt Stan das Schwert, wird jedoch kurz darauf von Jenkins tödlich verwundet. Stan rächt den Tod seines Vaters (bzw. dessen Spielcharakters) und schwächt Jenkins mit der Kraft des Schwertes, bevor Cartman ihm den Todesstoß versetzt.
World-of-Warcraft-Spieler, die sich vor Jenkins versteckt hatten, kommen alle aus ihrem Versteck und feiern den Sieg der Jungs über Jenkins. Als Stan fragt, was sie wohl als Nächstes tun würden, antwortet Cartman nüchtern, sie können jetzt endlich das Spiel spielen.

## Hintergrund
Die Erstausstrahlung der Folge lief am 4. Oktober 2006 beim US-amerikanischen Fernsehsender Comedy Central. Die deutschsprachige Version dieser Episode wurde am 28. März 2007 auf MTV Germany ausgestrahlt. Sie wurde in Kooperation mit dem Spielehersteller Blizzard erstellt und spielt größtenteils in der virtuellen Welt des Massively Multiplayer Online Role-Playing Games (MMORPG) World of Warcraft. Der Titel Make Love, Not Warcraft ist ein Wortspiel aus dem Slogan Make love, not war, der von den damaligen Hippies als Protestaktion gegen die Kriege im Jahre 1967 galt.
Der Folge wurde ein in World of Warcraft erhaltbarer Erfolg „Make Love, Not Warcraft“ gewidmet, bei dem man einen besiegten Spieler umarmen muss. In dieser Sendung besetzen einige der South-Park-Charaktere einen Charakter im Spiel und steuern diesen in der virtuellen Welt. Die Folge befasst sich auf satirischem Wege mit dem Thema der Computerspielabhängigkeit und greift dabei einige Klischees auf.
Der Griefer mit dem Namen „Jenkins“ ist offensichtlich an die Internetberühmtheit Leeroy Jenkins angelehnt.